# Сва политика је локална
Реченица „сва политика је локална“ (енгл. All politics is local) је често коришћена у америчкој политици. Сличне врсте ове реченице су први пут коришћене 1932. Тип О’Нил, бивши председник Представничког дома Сједињених Америчких Држава је највише асоциран с ову реченицу, иако што је он није први користио.

## Значење и коришћење
Ендру Гелман наводи да реч „локално“ се користи у смислу да политичари „морају имати локалне вештине да би победили изборе у њиховој изборној јединици“. Гелман такође говори да када је у питање цитирање америчких избора од 1968. године, политика је била локалнија пре.

## Пример
Крис Метјуз, бивши начелник штаба Тип О’Нилу је написао о стратегији која је била коришћена у изборима за Представничког дома 1982. У О’Ниловој изборној јединици се кандидовао његов противник Френк МекНамара Млађи, који је финансирао током већине његове кампање новац од уље у Оклахоми и Тексасу. О’Нил је разиграо везе у медијима тако што је поделио литературу која је истакла МекНамарино прикупљање средстава у Тексасу.
После ових избора, О’Нил је предложио буџет за радна места од 1.000.000.000$. Вођа Републиканске странке у Представничком дому Роберт Мајкел Пеорије је био против овога, али О’Нил је испоручио обраћање у Пеорији које је показало колико инфраструктурних проблема у Пеорији би били поправљени с овог буџета. Метјуз је наводио да „ударивши свог противника тамо где је живео, О’Нил је превео расправу о националној економској политици на локални, малопродајни ниво“.